# Koszmosz–464
Koszmosz–464 (oroszul: Космос 464) Koszmosz műhold, a szovjet műszeres műhold-sorozat tagja. Továbbfejlesztett, manőverezésre képes Zenyit-4M felderítő műhold.

## Küldetés
A Zenyit–2M (GRAU-kódja:11F691) továbbfejlesztett, nagyobb felbontású fényképezőgéppel ellátott, harmadik generációs műhold, katonai és állami célokat szolgált.

## Jellemzői
Az OKB–1 tervezőirodában fejlesztették ki, sorozatgyártásuk Kujbisevben folyt. Üzemeltette a Honvédelmi Minisztérium (oroszul: Министерство обороны – МО).
Megnevezései: COSPAR: 1971-108A; SSC kódszáma:  5670.
1971. december 10-én a Pleszeck űrrepülőtérről  LC–1 (LC–Launch Complex) jelű indítóállványról egy Voszhod (11A57) rakétával juttatták alacsony Föld körüli (LEO = Low-Earth Orbit) közeli körpályára. Az orbitális egység pályája 89,40 perces, 72 fokos hajlásszögű, elliptikus pálya perigeuma 180 kilométer, apogeuma 311 kilométer volt.
Tömege 6300 kilogramm. A sorozat felépítését, szerkezetét, alapvető fedélzeti rendszereit tekintve egységesített, szabványosított űreszköz. Fényképezőgépe a Ftor–6 volt. Áramforrása kémiai akkumulátorok, szolgálati élettartama 24 nap.
1971. december 16-án 6 nap (0,02 év) szolgálati idő után, földi parancsra belépett a légkörbe és hagyományos – ejtőernyős leereszkedés – módon visszatért a Földre.